# De Havilland C.24
El De Havilland C.24, también conocido como Cierva C.24, fue un autogiro biplaza construido por la De Havilland Aircraft Company en su factoría de Stag Lane (Reino Unido) en 1931.

## Diseño y desarrollo
Este aparato era un autogiro con cabina cerrada biplaza que usaba el tipo del rotor tripala del C.19, suministrado por la Compañía Cierva (Cierva Autogiro Company), que había comprado la patente del ingeniero e inventor Juan de la Cierva, acoplado al fuselaje de un De Havilland DH.80A Puss Moth, con un tren de aterrizaje triciclo, muy inusual en 1931, y estaba propulsado por un motor De Havilland Gipsy III de 120 hp.
Únicamente se fabricó un ejemplar, que recibió la matrícula G-ABLM, y voló por primera vez en septiembre de 1931, con De la Cierva a los mandos. Provisto más tarde de un rotor bipala, fue redesignado C.26, y en 1932 realizó una gira por varios países europeos. Fue retirado en diciembre de 1934.
Actualmente es parte de la colección del Museo de Ciencias de Londres. En 2008, fue prestado al De Havilland Aircraft Museum de Salisbury Hall-on Sale, cerca de London Colney, en Hertfordshire.

## Variantes
C.24
Autogiro biplaza con rotor tripala.
C.26
Versión modificada con rotor bipala.

## Especificaciones

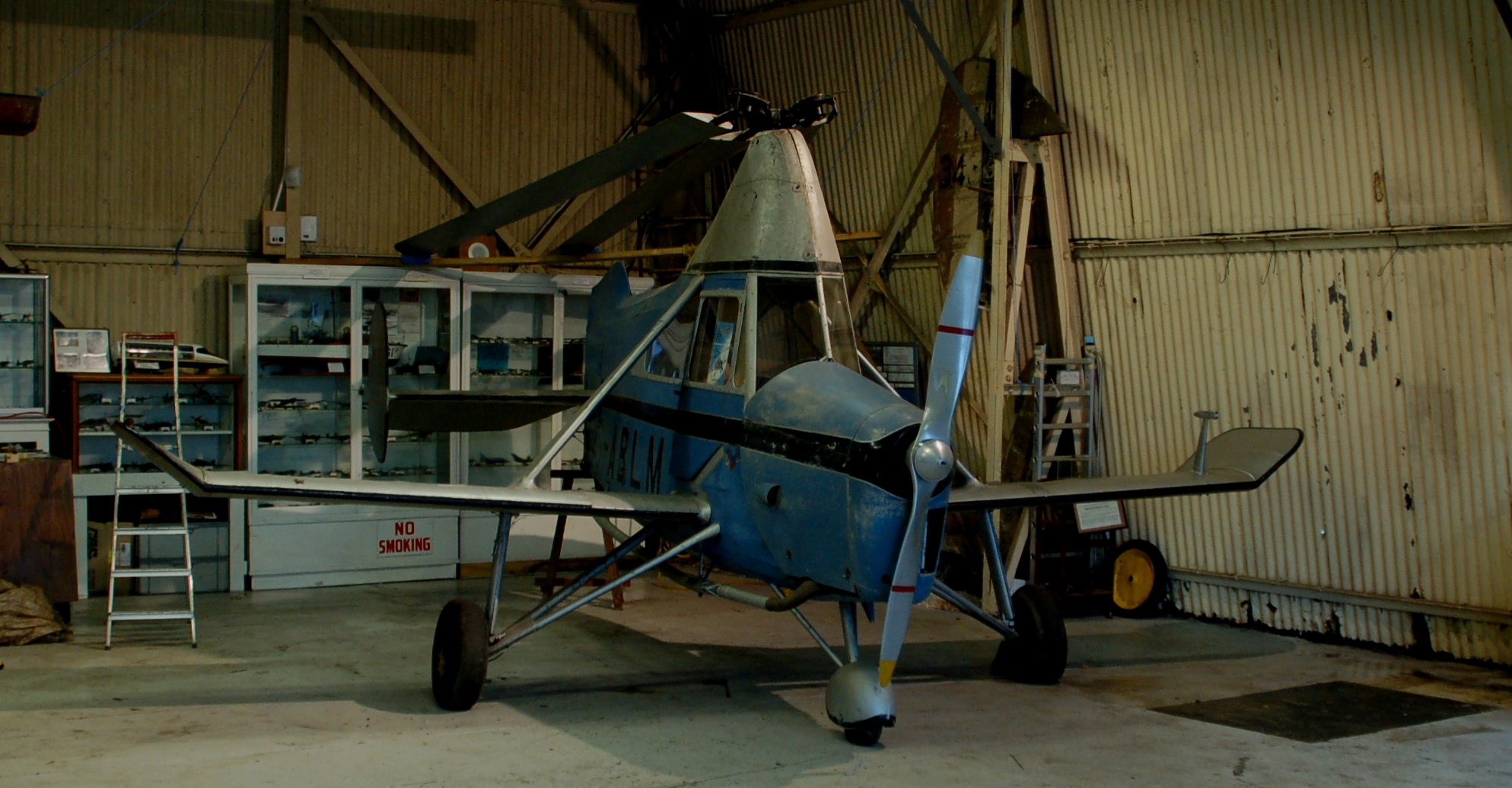
De Havilland/Cierva C.24.

Referencia datos: Jackson 1978 p.524

### Características generales
- Tripulación: Dos
- Longitud: 6,1 m (20 ft)
- Diámetro rotor principal: 10,4 m (34 ft)
- Peso vacío: 955 kg (2104,8 lb)
- Peso máximo al despegue: 1343 kg (2960 lb)
- Planta motriz: 1× motor lineal invertido de cuatro cilindros refrigerado por aire De Havilland Gipsy III.
  - Potencia: 90 kW (124 HP; 122 CV)

### Rendimiento
- Velocidad máxima operativa (Vno): 185 km/h (115 MPH; 100 kt)
- Velocidad crucero (Vc): 164 km/h (102 MPH; 89 kt)
- Alcance: 563 km (304 nmi; 350 mi)

## Aeronaves relacionadas

### Desarrollos relacionados
- Cierva C.19
- De Havilland DH.80 Puss Moth

### Secuencias de designación
- Secuencia C._ (interna de la compañía Cierva): ← C.19 - C.20 - C.21 - C.24 - C.25 - C.26 - C.27 - C.28 - C.29 →